# Mesida pumila
Mesida pumila is een spinnensoort in de taxonomische indeling van de strekspinnen.
Het dier behoort tot het geslacht Mesida. De wetenschappelijke naam van de soort werd voor het eerst geldig gepubliceerd in 1877 door Thorell.